# Mistrzostwa Włoch w Boksie 2014
Mistrzostwa Włoch w Boksie 2014 − 92. edycja Mistrzostw Włoch w boksie. Zawodnicy rywalizowali w dziesięciu kategoriach wagowych. Od 3 do 7 grudnia walki toczyły się w Taviano. Finał, który rozegrano 8 grudnia odbył się w Ugento. 

## Medaliści
| Kategoria wagowa                | Złoto             | Srebro               | Brąz                              |
| Waga papierowa (- 49 kg.)       | Gianluca Conselmo | Francesco Barotti    | George Vranceanu Ahmed Obaid      |
| Waga musza (- 52 kg.)           | Claudio Grande    | Hakim Chebakia       | Federico Serra Fabian Lafratta    |
| Waga kogucia (- 56 kg.)         | Stefano Gasparri  | Simone Bagatin       | Davide Tassi Luca Rigoldi         |
| Waga lekka (- 60 kg.)           | Fateh Benkorichi  | Francesco Splendori  | Davide Festosi Pietro Caputo      |
| Waga lekkopółśrednia (- 64 kg.) | Dario Vangeli     | Salah Rafik          | Paolo Rovetto Matteo Marchetti    |
| Waga półśrednia (- 69 kg.)      | Alfonso Di Russo  | Alessandro Marziali  | Thomas Piccirillo Dario Morello   |
| Waga średnia (- 75 kg.)         | Giuseppe Perugino | Federico Bellancini  | Francesco Faraoni Saverio Gena    |
| Waga półciężka (- 81 kg.)       | Luca Capuano      | Gianluca Rosciglione | Gabriele Casella Daniele Scardina |
| Waga ciężka (- 91 kg.)          | Mattia Faraoni    | Daniel Betti         | Giuseppe Squeo Endri Spahiu       |
| Waga super-ciężka (+ 91 kg.)    | Alessio Spahiu    | Mirko Carbotti       | Eugenio Indaco Mario Federici     |